# تيري جار
تيري جار (بالإنجليزية: Teri Garr)‏ (11 ديسمبر 1944 - 29 أكتوبر 2024) هي راقصة وممثلة أمريكية، ولدت في 11 ديسمبر 1944 بليكوود في الولايات المتحدة.

## أعمال

### أفلام
- (1968) رأس
- (1974) المحادثة
- (1974) فرانكنشتاين الصغير[7]
- (1977) لقاءات قريبة من النوع الثالث[8][9][10]
- (1977) يا إلهي!
- (1982) توتسي[11]
- (1992) اللاعب
- (1994) الغبي والأغبى[12]
- (1994) ملابس جاهزة[13]
- (2001) عالم أشباح

## ترشيحات
- جائزة الأوسكار لأفضل ممثلة مساعدة، عن عمل: توتسي (1982)

## وصلات خارجية
- تيري جار على موقع IMDb (الإنجليزية)
- تيري جار على موقع ألو سيني (الفرنسية)
- تيري جار على موقع تيرنر كلاسيك موفيز (الإنجليزية)
- تيري جار على موقع أول موفي (الإنجليزية)
- تيري جار على موقع قاعدة بيانات الأفلام السويدية (السويدية)
- تيري جار على موقع إن إن دي بي (الإنجليزية)
- تيري جار على موقع ديسكوغز (الإنجليزية)
- تيري جار على موقع قاعدة بيانات الفيلم (الإنجليزية)
- تيري جار على موقع ليتربوكسد (الإنجليزية)
- تيري جار على موقع كينوبويسك (الروسية)